# 鸳鸯佩
《鸳鸯佩》(又名：缘定终生)，当代情感电视剧，亦是“年代青春情感组合拳”系列三部曲中的第一部作品，而第二部就是《芙蓉锦》，改编自網絡作家朗琅小说《当爱已成往事》，张檬、黄少祺、马浚伟等主演。比較小說版，電視劇版的結局是圓滿的。台灣OTT由LiTV 線上影視、MyVideo全劇上架。

## 播出時間
| 頻道               | 國家/地區 | 播放日期                | 備註               |
| ------------------ | --------- | ----------------------- | ------------------ |
| 湖南电视剧频道     | 中国      | 2013年3月11日           | 改名為《缘定终生》 |
| 廣東珠江频道(粤语) | 中国      | 2013年10月18日-11月11日 |                    |
| 江西卫视/广西卫视  | 中国      | 2015年8月21日           |                    |
| 澳視澳門台         | 澳門      | 2019年2月27日           |                    |

## 劇情概要
金永恩(张檬  飾)幼時沒有親母關愛, 父親因永恩親母離開金家而對她一直冷淡, 加上后母的加害, 永恩本想藉婚約嫁給沈其峻(黄少祺  飾)可以離開金家. 但沈其峻因西方觀念消取婚約令她氣走金家, 其后沈其峻后悔不而, 想勉回對永恩的感情. 而永恩在周全的店舖認識善良的李来福(马浚伟 飾), 本打算與來福結婚, 經過来福在結婚當日失踪和周全病逝, 令永恩悲憤不而. 為了尋夫, 永恩以為唐庭轩是來福而進入唐家打工, 最終永恩能否找到來福? 永恩為自己五造嫁衣, 最終她的情歸何處?

## 演員
| 演員   | 角色     | 關係/暱稱                                                        |
| 张檬   | 金永恩   | 金家大小姐,在周全的店舖認識来福,當唐维瑶的家庭教師時化名'周素梅' |
| 黄少祺 | 沈其峻   | 督軍之子,參媒長,鍾愛金永恩                                       |
| 马浚伟 | 唐庭轩   | 唐家大少,被唐庭亮所害后失憶一段時期                              |
| 马浚伟 | 李来福   | 唐庭轩的孖生兄弟,在周全的店舖打工時認識金永恩                    |
| 唐菱   | 宋宜岚   | 宋家千金,鍾愛沈其峻                                              |
| 马骏超 | 唐庭亮   | 唐家二少,金艾雯之夫                                              |
| 阳蕾   | 金艾雯   | 金家幼女,唐庭亮妻子,曾冒充金永恩                                 |
| 俞小凡 | 韵琴     | 金家前大夫人,唐家二夫人,金永恩親母                               |
| 邬倩倩 | 唐大夫人 | 唐家大夫人,唐庭轩養母,唐庭亮親母                                 |
| 田岷   | 瑞芬     | 金家二夫人,金艾雯親母,加害金永恩                                 |
| 钱志   | 唐濟     | 唐庭亮父親,唐庭轩養父                                            |
| 午马   | 周全     | 金家前管家,視金永恩為女兒                                        |
| 黄子熙 | 高倩芸   | 女明星,金永恩好友,唐庭亮情人                                     |
|        | 林保仁   | 沈其峻下屬,副官,喜愛宋宜岚                                       |
| 赵麟萱 | 唐维瑶   | 唐家幼女,金永恩的同母異父親妹                                    |
| 王昌娥 | 玉真     | 沈其峻母親                                                       |
| 龐祥麟 | 宋耀國   | 宋宜岚父                                                         |